# Otto Guse
Otto Guse (* 15. August 1959 in Düsseldorf; † 16. Juli 2022 in Zwickau) war von 2008 bis 2020 Präsident der 26. und 27. Landessynode und stellvertretender Vorsitzender der Kirchenleitung der Evangelisch-Lutherischen Landeskirche Sachsens. Er war seit 2018 ordentliches Mitglied des Domkapitels zu Meißen. Als Rechtsanwalt für Verkehrs-, Straf- und Erbrecht wirkte er in der Kanzlei Guse und Haß Falkenstein/Vogtl.

## Leben
Otto Guse studierte Rechtswissenschaften in Köln. Nach dem Referendariat und dem zweiten juristischen Staatsexamen 1988 erhielt er die Zulassung zur Rechtsanwaltschaft in Wuppertal. 1993 zog er nach Auerbach/Vogtl.
2002 wurde er aus dem Wahlkreis 3 (Auerbach) in die 25. Landessynode gewählt und deren Vizepräsident. 2008 wählte ihn die 26. Landessynode zu ihrem Präsidenten, der er auch für eine weitere Legislatur blieb. In dieser Funktion war er zwölf Jahre lang auch stellvertretender Vorsitzender der Kirchenleitung der Ev.-Luth. Landeskirche Sachsens und hatte während der Bischofsvakanz nach Carsten Rentzing bis zur Wahl von Tobias Bilz von Oktober 2019 bis Februar 2020 den Vorsitz inne. Über das kirchliche Engagement hinaus war Otto Guse u. a. im Präsidium des DRK-Kreisverbandes Auerbach und seit Gründung im Jahre 2000 als unterstützendes Mitglied des Freundes- und Förderkreises der Telefonseelsorge Südwestsachsen e. V. aktiv.
Der Freistaat Sachsen verlieh Otto Guse am 2. Juli 2021 den Sächsischen Verdienstorden für, wie Sachsens Ministerpräsident Michael Kretschmer bei der Verleihung hervorhob, kirchliches und gesellschaftliches Engagement für das friedliche Zusammenleben in Sachsen und für Mitmenschlichkeit. Nach schwerer Krankheit verstarb er am 16. Juli 2022. Bis zuletzt wohnte Otto Guse mit seiner Frau in Auerbach. Er hinterlässt neben ihr drei erwachsene Kinder.